# Municipio de Jefferson (condado de Dubuque)
El municipio de Jefferson (en inglés: Jefferson Township) es un municipio ubicado en el condado de Dubuque en el estado estadounidense de Iowa. En el año 2010 tenía una población de 1278 habitantes y una densidad poblacional de 11,35 personas por km².

## Geografía
El municipio de Jefferson se encuentra ubicado en las coordenadas 42°36′57″N 90°50′46″O / 42.61583, -90.84611. Según la Oficina del Censo de los Estados Unidos, el municipio tiene una superficie total de 112.6 km², de la cual 110,45 km² corresponden a tierra firme y (1,9 %) 2,14 km² es agua.

## Demografía
Según el censo de 2010, había 1278 personas residiendo en el municipio de Jefferson. La densidad de población era de 11,35 hab./km². De los 1278 habitantes, el municipio de Jefferson estaba compuesto por el 98,59 % blancos, el 0,47 % eran afroamericanos, el 0,16 % eran asiáticos, el 0,63 % eran de otras razas y el 0,16 % eran de una mezcla de razas. Del total de la población el 1,33 % eran hispanos o latinos de cualquier raza.